# Maringes
Maringes é uma comuna francesa na região administrativa de Auvérnia-Ródano-Alpes, no departamento de Loire. Estende-se por uma área de 9,17 km². Em 2010 a comuna tinha 679 habitantes (densidade: 74 hab./km²).